# Cârnecea, Caraș-Severin
Cârnecea este un sat în comuna Ticvaniu Mare din județul Caraș-Severin, Banat, România.
Între personalitățile care s-au născut în Cârnecea se numără ziarisul Timotei-Pavel Jurjica (14.01.1941-07.01.1993) și tipograful Virgil Molin (1898–1968).

## Legături externe

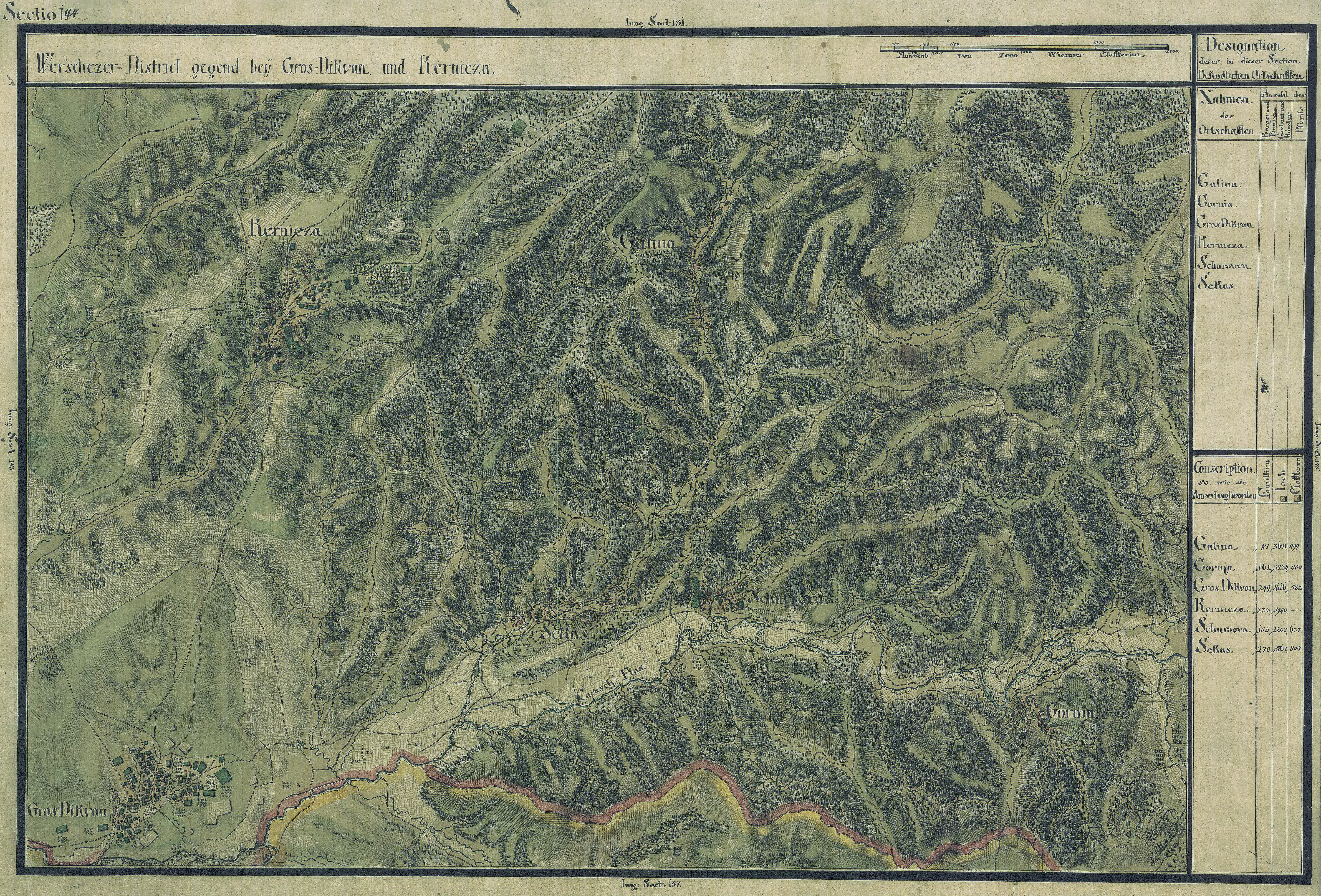
Cârnecea în Harta Iosefină a Banatului, 1769-72